# WIKUS-Sägenfabrik
Die WIKUS-Sägenfabrik Wilhelm H. Kullmann GmbH & Co. KG ist ein internationaler Hersteller für Sägewerkzeuge (Sägebänder und Kreissägeblätter) für Industrie und Handwerk. Das mittelständische Familienunternehmen hat seinen Sitz in Spangenberg im Nordosten von Hessen.

## Geschichte
Das Unternehmen wurde am 1. Oktober 1958 unter dem Namen „WIKU“ in einem Spangenberger Pferdestall von Wilhelm Hubert Kullmann († 2019) gegründet. Die Produktion belief sich zunächst auf Sägebänder aus Werkzeugstahl. Aus Platzgründen war die Sägenfabrik 1960 an ihren heutigen Standort in der Melsunger Straße im nordhessischen Spangenberg umgezogen. Seit der Gründung wurden die Produktionsanlagen kontinuierlich um weitere Produktionshallen erweitert.
1962 wurde das Unternehmen zu „WIKUS“ umbenannt, um Verwechslungen ausschließen zu können. 1970 begann sich WIKUS auch im internationalen Rahmen durch ihr Tochterunternehmen WIKUS IBERICA S.A. in Barcelona zu etablieren. Es folgte der Kontakt nach Südamerika und Japan im gleichen Jahr, weitere Tochter- und Partnergesellschaften wurden im Laufe der darauffolgenden Jahrzehnte gegründet. WIKUS ist derzeit in rund 70 Ländern weltweit vertreten. 1994 erhielt WIKUS erstmals das ISO 9001-Zertifikat für ihr Qualitätsmanagementsystem. Beim 60-jähriges Bestehen 2018 hatte die Firma rund 750 Mitarbeiter weltweit, davon 600 am Hauptsitz in Spangenberg. 2021 waren es noch 670 Mitarbeiter weltweit, davon 520 Beschäftigte in Spangenberg.
Am 1. November 2021 konnte sich der erste Betriebsrat in der Unternehmensgeschichte konstituieren.

## Produkte
WIKUS produziert Sägewerkzeuge für verschiedene Branchen, u. a. die Stahlerzeugung und den Stahlhandel, den Maschinenbau, die Automobilindustrie, die Luft- und Raumfahrt, das Baugewerbe, Gießereien und den Werkzeugbau. Alle Produkte werden in der firmeneigenen Forschungs- und Entwicklungsabteilung entwickelt und ausschließlich am Standort Spangenberg produziert:
- Bimetall-Sägebänder: Sie bestehen aus einem Trägerband aus legiertem Vergütungsstahl und sind für ein breites Anwendungsspektrum von Standard bis hin zu Sonderanwendungen geeignet.
- Hartmetallbestückte Sägebänder: Sie sind mit Hartmetallkörpern auf der Zahnspitze versehen, die geschliffene und/oder geschränkte Zahngeometrien vorweisen können. Sie weisen deutlich höhere Schnittleistungen als Bimetallsägebänder auf.
- Bestreute Sägebänder:
  - Diamantbestreute Sägebänder: Als härtester Werkstoff ist Diamant in der Lage, nahezu sämtliche Materialien und Legierungen zu trennen. Diamantbestreute Sägebänder sind außerdem für Belastungen bei extrem hohen Schnittgeschwindigkeiten geeignet.
  - CBN-bestreute Sägebänder: Kubisches Bornitrid ist der zweithärteste bekannte Werkstoff, zu dessen Eigenschaften neben hoher Härte und Festigkeit auch thermische und chemische Beständigkeit zählen.
  - Hartmetallbestreute Sägebänder: Hartmetallbestreute Sägebänder sind vor allem zur Zerspanung von drahtverstärkten Reifen, Verbundwerkstoffen, einsatzgehärteten Stählen, Glasfaser- und Graphit geeignet.